# مایل‌ها دور (ترانه مدونا)
«مایل‌ها دور» (به انگلیسی: Miles Away) تک‌آهنگی از هنرمند اهل ایالات متحده آمریکا مدونا است که در سال ۲۰۰۸ میلادی منتشر شد. این تک‌آهنگ در آلبوم آب‌نبات سفت قرار داشت.